# 幕末高校生
『幕末高校生』（ばくまつこうこうせい）は、1994年1月15日から2月12日までフジテレビ系列で放送されたテレビドラマ。『ボクたちのドラマシリーズ』の一作。短編小説『名残の雪』（『思いあがりの夏』に所収）の著者・眉村卓が原案協力として名を連ねている。
2014年7月26日には、テレビドラマに着想を得て制作された同名の映画作品『幕末高校生』が全国公開された。

## テレビドラマ

### 概要
制作は「セントラル・アーツ」と記載されているが、実際に制作を請け負っていたのは東映である。これは当時、東映がテレビ朝日と共同制作で、当時裏番組であった『暴れん坊将軍』シリーズを含めた土曜夜8時の時代劇シリーズを放送していた為である。
生徒たちが持っていた教科書に、自らが暗殺される記述がある事を見つけた佐久間象山が、歴史を変えることはできないと考え、匿おうとする生徒と別れあえて殺されに向かうシーンや、最終回で現代の日本史の教科書に掲載された坂本龍馬の写真が、生徒の一人が履いていたリーボックのスニーカーを履いたものに変わるなど、歴史上の登場人物らと現代を巧みに織り交ぜた演出も図られている。

### あらすじ
修学旅行先の京都・映画村に訪れた新米教師の大原メグは、そこで大きな地震に遭い、川内雄輔、柳沢沙織、小松原誠ら3人の生徒たちと共に、幕末にタイムスリップしてしまう。
4人は最初は映画村の中にいるものと勘違いしていたが、実はタイムスリップしていたことに徐々に気付き、周囲の人々も突如現れた見知らぬ西洋風の服（制服）を着た集団を見てパニックとなるが、どうにか佐久間象山に匿われ事なきを得る。
教師と教え子は「130年後の日本で一番偉いのは細川」と言って十字架に磔にされたり、学校の先生そっくりの悪徳商人に出会ったり、生徒の1人が遊廓で水揚げを待つ遊女に恋をするなどし、毎回歴史上の人物に遭遇、時には新撰組に捕らえられるなど紆余曲折を経て、4人はどうにか現代に戻る方法を模索する。そして地震を利用して現代に戻るため、佐久間と共に地震予知計を完成させる。

### キャスト
- 大原メグ（新米教師） - 細川ふみえ
- 川内雄輔（生徒） - 武田真治
- 柳沢沙織（生徒） - 小林恵
- 小松原誠（生徒） - 山本太郎
- 佐久間象山 - 石橋蓮司
- 征太郎 - 山田雅人
- 宮沢先生・大黒屋（悪徳商人） - 伊武雅刀（二役）
- 坂本竜馬 - 仲村トオル
- 近藤勇 - 大杉漣
- 土方歳三 - 工藤俊作
- 藤堂平助 - 高杉亘
- おかよ（遊女） - 井出薫

### スタッフ
- 企画 - 石原隆
- プロデュース - 手塚治、上阪久和、髙寺成紀、上木則安
- 脚本 - 中村功一、武上純希
- 原案協力 - 眉村卓
- 監督 - 星護、辻野正人
- 音楽 - T-SQUARE
  - オーケストレーション - 奥慶一
- 技斗 - 清家三彦
- 協力 - 東映京都撮影所、東映太秦映画村、東映俳優養成所
- 企画協力 - ニユーテレス
- 制作協力 - 共同テレビ
- 制作 - フジテレビ、セントラルアーツ

### 音楽
- 主題歌 - 「ぼくらのヒストリー」（西司）
- メインテーマ - 「TWILIGHT IN UPPER WEST」（T-SQUARE & Munich Symphony Orchestra、Sony Records）

### サブタイトル
1. 第1回 タイムスリップ!（1994年1月15日）
2. 第2回 はりつけの女教師（1994年1月22日）
3. 第3回 ねらわれたナイス・バディ（1994年1月29日）
4. 第4回 冒険は愛を育てる（1994年2月5日）
5. 第5回 未来へ帰ろう!（1994年2月12日）

| フジテレビ ボクたちのドラマシリーズ | フジテレビ ボクたちのドラマシリーズ | フジテレビ ボクたちのドラマシリーズ |
| 前番組                              | 番組名                              | 次番組                              |
| ----------------------------------- | ----------------------------------- | ----------------------------------- |
| お願いデーモン!                     | 幕末高校生                          | 時をかける少女 （1994年版）         |

## 映画
時代劇が衰退していく現状にあって、「若い世代もターゲットにした時代劇」というコンセプトで制作された映画。主演する玉木宏と石原さとみは、ともに時代劇初主演で、石橋蓮司と伊武雅刀は、1994年放送のテレビドラマにも出演している。製作の石原隆と手塚治も同じく1994年放送のテレビドラマに石原は企画、手塚はプロデュースとして参加している。
全国254スクリーンで公開され、7月26日から27日の2日間で観客動員3万9085人、興行収入5101万3200円となり、映画観客動員ランキング（興行通信社調べ）で初登場第9位になった。

### あらすじ
1868年の幕末時代（慶応4年・明治元年）を舞台に、新政府軍と幕府軍との戦いを避けたい勝海舟が、未来からタイムスリップして来た高校教師と出会って、歴史が変わるかもしれない事を知る。

### キャスト
- 勝海舟 - 玉木宏
- 川辺未香子 - 石原さとみ
- 高瀬雅也 - 柄本時生
- 森野恵理 - 川口春奈
- 沼田慎太郎 - 千葉雄大
- 千代 - 谷村美月
- 民子 - 吉田羊
- 宮川八郎 - 渡辺邦斗
- 柳田龍三 - 柄本明
- 山下利蔵 - 隆大介
- 新門辰五郎 - 山崎銀之丞
- 木下長行 - 中村育二
- 徳川慶喜 - 篠井英介
- 神田尚志 - 井上肇
- 薩摩屋 - 嶋田久作
- 大崎則篤 - 伊武雅刀
- 長英 - 石橋蓮司
- 西郷隆盛 - 佐藤浩市

### スタッフ
- 監督 - 李闘士男
- 製作 - 石原隆、手塚治
- 原案・協力 - 眉村卓「名残の雪」
- 脚本 - 橋部敦子
- 音楽 - 服部隆之
- 主題歌 - ナノ「INFINITY≠ZERO」
- 撮影 - 藤石修
- 録音 - 松陰信彦
- 編集 - 宮島竜治
- VFXスーパーバイザー - 野口光一
- VFXディレクター - 北昌規
- プロデューサー - 鈴木吉弘、松崎薫、栗生一馬、小柳憲子
- 製作プロダクション - 東映京都撮影所
- 配給 - 東映
- 製作 - 「幕末高校生」製作委員会（フジテレビジョン、東映、FNS27社）